# 1994 TU3
1994 TU3 är en asteroid i huvudbältet som upptäcktes 7 oktober 1994 av den amerikanske astronomen K. J. Lawrence vid Palomar-observatoriet.
Asteroiden har en diameter på ungefär 5 kilometer.